# أحمد صالح (مخرج فلسطيني)
أحمد صالح هو كاتب ومخرج ومنتج أفلام أردني من أصل فلسطيني، حاصل على درجة الماجستير في الإعلام الرقمي من جامعة بريمن للفنون، وماجستير أخر في الكتابة والإخراج من أكاديمية الفنون الإعلامية في كولونيا.
أمضى غالبية سنواته الدراسية في ألمانيا التي عاش فيها لفترة. لم يولد في فلسطين لكنه اعتاد على زيارتها وفي كل مرة كانت تترك في نفسه تفاصيل وقصص تمنى لو يرويها بطريقته وكما رآها بعينه.

## محور أحداث فيلم عيني[2]
بدء بكتابة القصص القصيره كطريقه لتوصيل أفكاره لكن لم يجد الإقبال الكافي من القراء فتوجه للأفلام كمكان من خلاله يوصل لأكبر عدد من الأشخاص
هو عباره عن فيلم قصير مدته 11 دقيقه أحداث فيلم عيني تحكي قصت القوه اللتي تنبت داخل الجسد اللذين يعيشون تحت الظلم وتحت المعاناة،
إستوحى فكرت الفيلم من انفجار كان ضحيته ولدان حيث تلقيا نفس الإصابة قوت المشهد أنستهم إصاباتهما في القوه بائتلاف الناس سويه لإسعاف الولدين.
جاء عنوان الفليم هو عينه التي رأت انفجار قنبلة بطفلين كانا يلعبان بهدوء في مخيمهما، الحادثة تركت في نفسه الكثير، رواها بالموسيقى وبالدمى.
يجد في خلق العالم الافتراضي من الدمى لغه الشاعرية والرسوم تخفف من قوة الصدمة لإيصال مشاهد أمل من باطن الألم.
المشترك بين الحدث الحقيقي والدمى كونهما خارجين من الواقع.

## الجوائز اللتي حاز عليها
- فاز بجائزة «الكاتب الشاب» لعام 2004 لمجموعت القصص القصيره من مؤسسة عبد المحسن القطان في فلسطين.

- فاز مشروع أطروحته «عيني» بالعديد من الجوائزبما في ذالك الميدالية الذهبية في جوائز أكاديمية الطلبة عن فئة الرسوم المتحركة الأجنبية لعام 2016 كأول عربي يفوز بهذه الجائزة.

- جائزة أفصل فيلم " AYny - My Second " عام 2016 للمخرج الفلسطيني أحمد صالح وهو إنتاج مشترك بين ألمانيا والأردن خلال اختتام فعاليات مهرجان لبنان السينمائي الدولي للأفلام القصيرة الذي ينظمه مسرح إسطنبولي في صالة سينما ستارز.[4]

## أبرز إنجازاته[5]
- أسس صالح مع أخويه صالح صالح استوديو إنتاج في عمان اسمه: الأشقاء السبعة للإنتاج. قدم الاستوديو بعض الأفلام القصيرة التي وصلت المستوى الدولي.
- مجموعة قصص قصيره بعنوان زواده

- فيلم عيني عام 2016
- فيلم منزل عام 2012 حصل الفيلم على عدة جوائز مهمة في أوروبا والولايات المتحدة وإيران والأردن.[6]
- فيلم MAA BAA" 2016"